# Виско, Винченцо
Винче́нцо Альфо́нсо Ви́ско (итал. Vincenzo Alfonso Visco; род. 18 марта 1942, Фоджа, Апулия) — итальянский политик и экономист. Министр финансов Италии (1996—2001).

## Биография
Получил степень магистра экономики в Йоркском университете в 1969 году. В 2004 году удостоен почетной степени этого университета.
Был избран в парламент Италии в 1983 году. Занимал пост министра финансов в течение нескольких дней в 1993 году, с 1996 по 2000 год, а также с 2000 по 2001 год. Вернулся во властные структуры в 2006 году в качестве вице-министра экономики.